# Манолова, Мария
Мария Манолова (6 сентября 1963, Чепеларе, Болгария) — болгарская биатлонистка, участница Кубка мира и Олимпийских игр.

## Биография
Родилась в городе 6 сентября 1963 года Чепеларе. Выступала на Кубке мира по биатлону. На этапах соревнования завоевала две золотые и четыре бронзовые медали в личных гонках, а также две золотые, четыре серебряных и две бронзовых медали в командных соревнованиях в составе сборной.
Завоевала три медали чемпионата мира — серебро эстафеты в Файстрице-ан-дер-Драу в 1989 году, бронзу командной гонки в Холменколлен в 1990 году и серебро командой гонки в Лахти в 1991 году.
Выступала на Олимпийских играх 1992 и 1994 годов. Лучшие результаты — 16 место в индивидуальной гонке в Альбервиле и 13 место в эстафете в Лиллехаммере. 
Завершила карьеру в 1997 году.